# 31664 Randiiwessen
31664 Randiiwessen este un asteroid din centura principală de asteroizi.

## Descriere
31664 Randiiwessen este un asteroid din centura principală de asteroizi. A fost descoperit pe 8 mai 1999 la Eskridge de Gary Hug. Asteroidul prezintă o orbită caracterizată de o semiaxă mare de 2,59 ua, o excentricitate de 0,05 și o înclinație de 13,6° în raport cu ecliptica.